# الجامع الأموي في دمشق (كتاب)
الجامع الأموي في دمشق كتاب للعلامة السوري الدمشقي علي الطنطاوي ظهرت طبعته الأولى في عام 1960 م. يقع هذا الكتاب في نحو تسعين صفحة من القَطْع المعتاد (17×24)، وهو -بهذا- أصغر كتب الشيخ حجماً.

## نبذة
الاسم الكامل لهذا الكتاب هو: «الجامع الأموي في دمشق: وصف وتاريخ». والحقيقة أنه ليس الكتاب الذي أراد المؤلف كتابته عن الجامع الأموي، بل هو خلاصة ذلك الكتاب الذي لم يُكتَب قط، والذي لو كُتب لكان أوسع وأكمل مرجع عن الجامع الأموي بالشام يُكتب أبداً. فما هي قصة هذا العمل الذي لم يتم؟
الجواب في المقدمة التي كتبها المؤلف لكتابه: «اتصل بالجامع الأموي حبلي لما كنت في المدرسة الجقمقية، وأولعت -من تلك الأيام- بأن أنقل كل خبر أجده عن الأموي، واستمر ذلك أكثر من أربعين سنة، من تلك الأيام إلى الآن، فاجتمع لي من الأوراق والجذاذات والمذكرات ما يملأ درجاً كبيراً. وكنت كلما عزمت على تصفيته وإخراجه في كتاب تعاظمني الأمر فتهيّبتُه. وقد جمعت كل ما وجدته عنه في» ابن عساكر«و» الدارس«و» مسالك الأبصار«و» البداية والنهاية«و» الروضتين«وذيله و» شذرات الذهب«و» معجم البلدان«و» النجوم الزاهرة«وتاريخ ابن القلانسي و» السلوك«للمقريزي، وما كتبه القاسمي وبدران، ورأيت بعض الرسائل المخطوطة، وكتباً أخرى لا أريد الآن إحصاءها. وكنت كلما تقادم العهد ازدادت هذه الأوراق كثرة، وازددت لها تهيّباً... فلما طلبَتْ مني المديرية العامة للأوقاف أن أكتب شيئاً عن الأموي استخرجتُ منها هذه الخلاصة التي أقدمها اليوم، ولم أعزُ كل خبر فيها اعتماداً على أني سأُخرج -إن شاء الله- الكتاب الكبير عن الأموي وكل خبر فيه معزوٌّ إلى مصدره».
ذلك هو ما كتبه في مقدمة الطبعة الأولى في سنة 1960، ثم عاد في مقدمة الطبعة الثانية بعد ذلك بنحو ثلاثين عاماً فقال: «كتبت مقدمة الطبعة الأولى في دمشق سنة 1960، ومكتبتي أمامي وأوراقي تحت يدي. وأكتب هذه المقدمة في مكة المكرمة سنة 1989 وقد بَعُدت المكتبة عني وضاعت الأوراق مني، والدرج الذي أودعته أخبار الأموي لم أعد أعرف ما فعل الله به ولا بما كان فيه من أوراق، ولم أعد استطيع أن أعوّضه. ومن أين لي أن أعود إلى الكتب التي طالعتها، والسنين الطويلة التي أمضيتها أتتبع أخبار الأموي من صفحات الكتب ومن أفواه العلماء، وكلما وجدت خبراً نقلته وذكرت من أين أخذته أو ممن سمعته؟... وكنت أؤمل أن أجعل منها كتاباً كبيراً عن الأموي، فضاع الأمل ولم يبقَ غير هذا المختصَر».
على أن في هذا الكتاب -على قصره- وصفاً وافياً وتأريخاً شافياً لمن أراد أن يقف على الأموي وصفاً وتأريخاً؛ ففي أوله وصف عام للجامع في ثلاثة فصول: «جولة في الأموي«و» في صحن الأموي«و» في الحرم». وفي هذه الفصول وصف لسور الجامع ومداخله وبواباته، ثم الصحن بقبابه وبلاط أرضيته، ثم حرم الجامع (أي الجزء المسقوف منه) بمنبره ومحاريبه الأربعة؛ محراب لكل مذهب من المذاهب!
وبعد ذلك سبعة فصول تستعرض تاريخ الجامع من يوم أُنشئ إلى زماننا الحاضر؛ وهي «عمارة الأموي»، وفيه أخبار بنائه الأول، و«أطوار الأموي وأحداثه«و» من أخبار الأموي»، وفيهما ذكر ما مر بالأموي من حرائق وزلازل وما أُجري عليه من إصلاحات في القبة والمآذن، و«الأموي في أواخر القرن السادس الهجري»، وفيه وصف تفصيلي للأموي في ذلك الوقت نقله المؤلف عن ابن جبير، الرحالة المشهور، و«الحريق الأخير»، وفيه قصة حريق الجامع سنة 1311هـ، وأخيراً فصل عنوانه «الإصلاحات الجديدة»، وهو تقرير حصل عليه المؤلف من مهندس الأوقاف يومئذ، مكين المؤيد.

## وصلات خارجية
- موقع علي الطنطاوي